# HTC Apache
HTC Apache（研發代號），是台灣宏達電公司所推出的智慧型手機，支援CDMA2000 1x EV-DO，2005年10月於北美首度發表。已知客製版本Audiovox PPC-6700，UTStarcom PPC6700，UTStarcom＆Verizon XV6700，Telecom New Zealand＆HTC Apache。

## 技術規格
- 處理器：Intel XScale PXA270 416MHz
- 作業系統：Windows Mobile 5.0 PocketPC Phone Edition
- 記憶體：ROM：128MB，RAM：64MB
- 尺寸：108 毫米 X 58 毫米 X 25 毫米
- 重量：150g（含電池）
- 螢幕：QVGA 解析度、2.8 吋 TFT-LCD 平面式觸控感應螢幕
- 網路：CDMA2000 1x RTT/CDMA2000 1x EV-DO
- 藍牙：Bluetooth 1.2
- Wi-Fi：IEEE 802.11 b
- 相機：130萬畫素相機，支援手動微距功能
- 電池：1350mAh充電式鋰或鋰聚合物電池

## 外部連結
- HTC（页面存档备份，存于）
- Qtek
- Dopod